# Ceratophysella impedita
Ceratophysella impedita är en urinsektsart som beskrevs av Skarzynski 2002. Ceratophysella impedita ingår i släktet Ceratophysella och familjen Hypogastruridae. Inga underarter finns listade i Catalogue of Life.